# Questione ebraica in Russia
Con Questione ebraica (in russo еврейский вопрос, evrejskij vopros) nell'Impero russo (1772-1917) s'intende il periodo che va dalla prima annessione di parte del territorio della Confederazione polacco-lituana, chiamata anche Repubblica delle Due Nazioni o Confederazione di Entrambe le Nazioni (polacco: Rzeczpospolita Obojga Narodów, lituano: Abiejų tautų respublika, latino: Serenissima Res Publica Poloniae)

## Giudeofobia
La Giudeofobia, in russo юдофобия, cioè “paura degli ebrei”, è un termine il cui significato si discosta dal concetto di antisemitismo. La parola antisemitismo è usata a partire dal 1879 da Wilhelm Marr nel contesto della sua Lega antisemita, in ted. Antisemitenliga, la cui ideologia politica è di matrice razzista – il concetto di razzismo si diffonde dalla seconda metà dell'Ottocento in Europa a partire dal Saggio sulla disuguaglianza delle razze umane di De Gobineau, in fr. Essai sur l'inégalité des races humaines (1853-1855). La giudeofobia non si fonda sulla paura della “razza” ebraica, ma sulla paura della diversità di usi, costumi, lingua, religione, e soprattutto dello spirito comunitario e del cosmopolitismo.

## Storia
La questione ebraica nell'era moderna inizia in Russia nel 1772 con la prima delle tre spartizioni della Polonia da parte di Russia, Prussia e Austria-Ungheria. Le altre due grandi spartizioni avverranno nel 1793 e 1795. Le tre grandi spartizioni vedono l'entrata nell'Impero di vasti territori dell'odierna Bielorussia e della maggior parte dell'Ucraina. Questi territori storicamente erano ad alta densità di popolazione ebraica. Dunque, la questione ebraica in queste terre occidentali-meridionali dell'Impero comincia molti secoli prima. La coesistenza tra popolazioni slave ed ebrei nella regione si perde nel Medioevo.
Si diceva che la zona della Crimea fosse abitata da ebrei ancora prima della Rus' kieviana. In una regione che va proprio dall'Ucraina meridionale fino all'Iran settentrionale era situato il regno dei Cazari, ru. Хазары. Questa popolazione aveva una struttura sociale particolare: il regno aveva un governo e le classi alte – una “nobiltà” – di fede mosaica, mentre le classi inferiori – la “plebe” – erano costituite da popolazioni turaniche (di lingua turca e fede islamica). Il regno dei Cazari, chiamato Khanato, cade nel 965. Vladimir I di Kiev cristianizzerà la Rus' nel 988. Dunque, il battesimo della Rus' è successivo alla caduta dell'Impero Cazaro. Nell'Ucraina meridionale erano quindi presenti elementi ebraici nella popolazione locale. Riguardo alla storia del Khanato dei Cazari e soprattutto alla minoranza ebraica, Arthur Koestler, scrittore ebreo ungherese emigrato in America, pubblica nel 1976 La tredicesima tribù, in cui teorizza che i Cazari, non appartenendo a nessuna delle Dodici tribù di Israele, siano la mitica Tredicesima tribù, i cui discendenti, dopo la caduta del Khanato, a causa delle devastazioni dei mongoli, sono fuggiti in Europa centrale e abbiano costituito la base etnica per gli ebrei Ashkenaziti (in yiddish Ashkenazi vuol dire Germania).
Un dato importante da ricordare è che una particolare minoranza ebraica, gli ebrei Caraiti, in ru. Караимы, originari della Crimea, sono presenti in Crimea e in alcune città dell'Ucraina occidentale, tra cui Leopoli, Halyč, Luc'k, e la regione di Trakai in Lituania, parlano una lingua turanica con influenze ebraiche, e professano il caraismo, cioè un ebraismo pretalmudico aderente esclusivamente ai dettami della Torah, cioè il Pentateuco, dunque alieno da qualunque “deriva rabbinica”. Alcuni studiosi hanno teorizzato la discendenza dei Caraiti dagli scomparsi ebrei Cazari.
C'è un buco di oltre 800 anni tra la scomparsa dei Cazari e la “scoperta” ottocentesca dei Caraiti da parte degli intellettuali russi.
Ci sono testimonianze di contatti di mercanti ebrei della zona di Kiev con l'Occidente prima del tardo XII secolo, e anche scambi tra rabbini della comunità ebraica di Kiev e altre comunità. È certo, in base ad alcuni documenti, che nel IX, X, e XI secolo un piccolo numero di ebrei della Rus' viaggiasse nel mondo del mediterraneo bizantino e islamico: Palestina, Tessalonica (Salonicco), Egitto. Oltre a queste testimonianze documentarie, in ebraico, esiste una testimonianza in russo che a Kiev esisteva una porta chiamata Porta degli ebrei, ant. ru. Жидовские ворота: secondo la Cronaca Ipaziana, ru. Ипатьевская летопись, che costituisce parte del corpus della Cronaca degli anni passati, agli anni 1146 e 1151 gli ebrei vivevano in questa zona. Sempre nella Cronaca degli Anni Passati si dice che nell'aprile 1113, in seguito alla morte del principe Svjatopolk, il popolo di Kiev, insofferente perché Vladimir Monomach non subentrava al trono di Kiev prendendo il posto del defunto fratello, organizzò una spedizione punitiva, il cosiddetto “pogrom di Kiev del 1113” – immagine mitica più che storica –, contro la locale comunità ebraica. L'unica fonte è sempre la Cronaca Ipaziana, Tuttavia l'espressione usata «на жиды» è ambigua e potrebbe riferirsi, così come Жидовские ворота, a semplici toponimi di luoghi in cui anticamente, all'epoca dei Cazari, viveva la popolazione ebraica.
Un altro elemento che testimonierebbe una presenza ebraica nell'XI a Kiev si trova nel racconto agiografico di Teodosio di Pečers'k. Nell'agiografia attribuita al monaco Nestore, si legge che il beato si alzava di notte e in segreto si recava dagli ebrei, per confutarne le tesi, rimproverarli, chiamarli apostati e senza legge, allo scopo di essere ucciso mentre predica Cristo, e dunque compiere il suo podvig, ru. подвиг, cioè “atto eroico”, l'atto che rende l'uomo santo. Il tema della conversione o della simbolica sconfitta degli ebrei o degli eretici è un tema ricorrente nell'agiografia, e non presuppone una reale presenza ebraica, ma semplicemente la ripetizione di un cliché letterario.
In Polonia era presente una popolazione ebraica già nel medioevo, dal XIV secolo, così come anche in Germania. Sono appunto gli ebrei Ashkenaziti, che parlano yiddish, una lingua con una base germanica che si trasforma viaggiando assieme al suo popolo e viene contaminata dalle lingue dei popoli tra cui gli ebrei s'insediano. Gli ebrei europei si dividevano – e si dividono – sostanzialmente in Ashkenaziti e Sefarditi, dall'ebraico Sefarad, cioè Spagna. Sotto la protezione dei re polacchi nel medioevo in Polonia gli ebrei potevano condurre una vita normale, anche grazie a una legislazione favorevole. Nelle zone della Moscovia invece si trovavano raramente ebrei, normalmente mercanti provenienti dalle regioni dell'Europa centrale.
In Europa gli ebrei, già vessati dal costante antigiudaismo della propaganda cristiana, in particolare nella settimana di Pasqua, iniziarono a non essere più tollerati nel XV secolo, a partire dall'inquisizione spagnola, guidata da Tomás de Torquemada dal 1481, che porterà nel 1492 al decreto dell'Alhambra per una definitiva espulsione dalla Spagna di tutti gli ebrei. L'ombra dell'inquisizione spagnola si rifletterà anche in terra russa, nella lotta contro gli eretici, conosciuti con il nome di “giudaizzanti”, ru. жидовствующие. Dei giudaizzanti si sa poco. Alcuni studiosi pensano si tratti di una setta cristiana prossima al fenomeno dei marrani di Spagna, oppure di veri e propri ebrei dediti alla conversione di cristiani appartenenti alle classi alte della società, o anche, in base agli studi effettuati da De Michelis in La Valdesia di Novgorod (Torino 1993) che il movimento di Novgorod-Mosca rappresenti la massima propaggine nell'oriente cristiano del movimento Valdo-Husita. Quel poco che si conosce dei giudaizzanti è stato tramandato esclusivamente dai testi accusatori di Iosif di Volokolamsk, ovvero San Iosif Volockij, ru. Иосиф Волоский, che in funzione antiereticale compone alcuni libri: Narrazione sull'eresia degli eretici di Novgorod, apparsa di recente, in ru. Сказание о новой ереси новгородских еретиков, e soprattutto, assieme a San Nilo di Sora (Sora è un toponimo russo!), in ru. Нил Сорский, l'arma finale contro qualunque tipo di eresia, L'illuminatore, in ru. Просветитель. Il movimento dei giudaizzanti si sviluppata a Novgorod e a Mosca negli ultimi decenni del XV secolo, e viene “risolto” nel 1504 con la condanna al rogo dei giudaizzanti, il metodo classico di lotta all'eresia della coeva inquisizione spagnola.
Se nel Regno di Polonia, poi nella Confederazione polacco-lituana, è certa la presenza di una consistente popolazione ebraica, in Moscovia prima e nell'Impero russo poi, almeno fino alle tre grandi spartizioni della Polonia, gli ebrei sono una rarità. Le comunità ebraiche delle odierne Ucraina, Bielorussia e Polonia sono assorbite nella popolazione dell'Impero russo esclusivamente in seguito alle tre spartizioni di Caterina II. Il territorio dell'Ucraina dove sorge Odessa, fondata nel 1794, viene perso dalla Turchia nel 1792 entrando a far parte dell'Impero russo. La Bessarabia, cioè l'odierna Moldavia, viene perso dalla Turchia e diventa territorio dell'Impero solo successivamente, nel 1812, in seguito al Trattato di Bucarest. La regione di Odessa e la Bessarabia saranno meta di emigrazione ebraica nel corso di tutto l'Ottocento, tanto che la stessa città di Odessa diverrà, per numero di ebrei residenti, una delle maggiori città ad alta densità di popolazione ebraica del pianeta. La condizione della popolazione ebraica di Odessa tra la fine dell'Ottocento e i primi del Novecento è raccontata magistralmente nei Racconti di Odessa, in ru. Одесские рассказы, scritti tra il 1923 e il 1933 da uno dei massimi scrittori russi del Novecento: Isaak Babel'.
Le restrizioni di residenza per gli ebrei dell'Impero, già esistenti nel Settecento, vengono formalizzate nel corso dell'Ottocento: gli ebrei sono obbligati a risiedere nella cosiddetta “zona di residenza permanente”, in ru. черта постоянной оседлости. Questa macroregione dell'Impero russo corrisponde alle zone in cui gli ebrei storicamente risiedevano, cioè Ucraina e Bielorussia. Agli ebrei è permesso emigrare nella regione di Odessa e in Bessarabia, ma non nelle regioni interne dell'Impero. Solo ad alcune classi mercantili, a studenti universitari e intellettuali è permessa una residenza temporanea o permanente nelle regioni alla maggioranza vietate. La “zona di residenza” resterà in vigore fino al 1917. Tuttavia, se un ebreo decideva di convertirsi al cristianesimo ortodosso, perdeva lo status di ebreo e dunque non era più toccato dalle restrizioni della legislazione “anti-ebraica”. Spesso, inoltre, gli ebrei convertiti cambiavano nome, patronimico e persino cognome, divenendo agli occhi della popolazione “a tutti gli effetti” russi.
Nella seconda metà dell'Ottocento Odessa, che all'inizio del secolo aveva una popolazione prevalentemente greca e slava, diventa una città ad alta densità ebraica. Già nel 1821 la componente greca, molto ortodossa, spinta da un profondo spirito antigiudaico, aveva scatenato un pogrom, in ru. погром, /pɐ'grom/, cioè “distruzione”, “devastazione”, nella settimana di Pasqua. In questa settimana gli ebrei dovevano spesso nascondersi per non incorrere in una sorta di “vendetta”, nel pieno spirito dell'antigiudaismo cristiano, per il ricordo della colpa degli ebrei di Deicidio, cioè per aver tradito Cristo, e non aver impedito, ma, anzi, auspicato e scelto la sua morte in favore di Barabba. Il ricordo del pogrom del 1821 rimase vivo tra la popolazione, e spesso, nella settimana di Pasqua nei successivi decenni scoppiarono nuovi disordini. Uno dei più gravi pogrom avvenne nel 1871, ma il culmine della violenza fu raggiunto nel decennio successivo. Questa volta però i pogrom esplosero per tutta la “zona di residenza”. In seguito al riuscito attentato del 1 marzo 1881 e il conseguente decesso dello zar Alessandro II, il più amato tra tutti gli zar nella storia dell'Impero, e inoltre considerato in quanto zar l'“unto del Signore” (Lo zar era indissolubilmente legato al concetto di religione e di popolo; Nicola I, padre di Alessandro II, nel corso degli anni trenta aveva infatti deciso di difendere con ogni mezzo l'ordine costituito e l'autocrazia; le sue idee trovarono espressione nella triade – successivamente alla base del nazionalismo russo – elaborata nel 1833 dal ministro dell'istruzione popolare S.S. Uvarov: ortodossia, in ru. pravoslavie, autocrazia, in ru. samoderžavie, nazionalità/popolo-nazione in ru. narodnost'). In seguito alla pubblicazione di alcuni articoli sui più importanti quotidiani dell'Impero, tra cui il Novoe Vremja di A.S. Suvorin, in cui si accostava l'immagine di Grinevickij, il terrorista attentatore, a quella degli ebrei, in quanto, scrivevano, aveva la carnagione scura e tratti tipicamente ebraici, dalla metà di marzo esplosero violenze terribili contro gli ebrei che sarebbero durate fino al 1882, e poi più saltuariamente nel 1883 e 1884.
I populisti avevano provato più volte ad assassinare lo zar. In seguito al fallito attentato alla vita dello zar di D.V. Karakozov del 4 (16) aprile 1866, ai “nichilisti” comincia a essere associato un vero e proprio terrorismo politico. Nel corso degli anni settanta la situazione si surriscalda fino a raggiungere il punto massimo con l'omicidio del 1881. In questi anni si fa strada l'idea che la maggior parte dei terroristi siano d'origine ebraica, oppure più semplicemente il braccio armato di un ipotetico governo occulto ebraico, uno stato nello stato in lotta con l'Impero russo per il dominio della Russia cristiana.
Un altro problema è la liberazione dei servi della gleba. In seguito all'abolizione del diritto per i nobili a possedere anime, cioè contadini, in ru. крепостность, i contadini perdono il legame diretto con la terra che lavorano: sono liberi ma non hanno più un lavoro né terra. Nella “zona di residenza” i proprietari terrieri nobili di origine polacca, in pol. Szlachta, sfruttavano intermediari ebrei per la gestione delle proprie terre ucraine e dei contadini, di etnia ucraina o russa. Gli ebrei intermediari affittavano ai contadini gli strumenti per la produzione agricola, vendevano i semi, il foraggio per gli animali, e gestivano la vendita dei raccolti. I contadini percepivano l'intermediario ebreo come un vero e proprio avvoltoio sfruttatore. Questa struttura sociale si era conservata fino all'Ottocento, fomentando un sentimento antiebraico tra lo strato basso della popolazione. Si formò e cristallizzò l'idea dell'ebreo sfruttatore del popolo. Dopo il 1861 gli ebrei persero la prerogativa d'intermediari, non essendo più dunque “sfruttatori”, ma l'idea si era talmente cristallizzata che nel corso degli anni sessanta i quotidiani e le riviste in un numero incredibile d'articoli sulla questione ebraica scrivono a lettere cubitali che gli ebrei sfruttano il popolo russo.
Il massacro di ebrei perpetrato dai russi nel biennio 1881-1882 ricorda la terribile vicenda avvenuta nella seconda metà del Seicento in Ucraina: Bohdan Chmel'nyc'kij, in ucr. Богдан Хмельницький, atamano dei cosacchi, riuscì a organizzare una rivolta contro la nobiltà polacca e gli intermediari ebrei. Gli ebrei uccisi nel corso di questo periodo furono oltre 100.000. Quest'episodio non solo fu ricordato da Gogol' nel suo Taras Bul'ba (1835), in cui descrive in modo realistico i terribili massacri d'ebrei, ma è ricordato anche dalle stesse popolazioni ebraiche dell'Europa orientale in canti klezmer, che – si racconta – gli ebrei cantavano nei campi di concentramento nel corso della II guerra mondiale: il massacro perpetrato da Chmel'nyc'kij era stato, infatti, secondo per gravità solo dopo la Shoà.
I pogrom del biennio 1881-1882 sono percepiti nel resto del mondo come un atto incivile nei confronti di esseri indifesi, gli ebrei appunto. La Russia è spesso chiamata nazione barbara. Gli intellettuali ebrei, che nel corso dei sessanta e settanta avevano partecipato attivamente ai dibattiti sulle varie questioni dell'Impero a mezzo stampa, e avevano cercato di avvicinare russi ed ebrei, presentando al lettore russo i lati migliori dell'ebraismo russo, perdono ora ogni speranza di una convivenza pacifica. L'odessita Lev Pinsker, uno dei più importanti esponenti degli intellettuali ebrei dell'epoca, direttore del quotidiano Sion, rinuncia alla sua missione di avvicinare le due nazioni, e getta le basi del sionismo. In seguito ai reportage in Russia dal congresso degli antisemiti tedeschi in Germania, nel famoso scritto protosionista pubblicato in Germania in lingua tedesca, dal titolo Autoemanzipation! Mahnruf an seine Stammesgenossen von einem russischen Juden, cioè Autoemancipazione! Un appello alla sua gente da un ebreo russo, Pinsker descriveva gli effetti della giudeofobia sulla mente dell'uomo: la giudeofobia è una malattia psichica inguaribile – una paura ansiogena – che ha come oggetto il fantasma dell'ebraismo – l'“alterità ebraica”. Era evidente che gli ebrei, secondo Pinsker, fossero percepiti come stranieri da tutti i popoli tra cui risiedevano, e dunque il loro posto era altrove, esclusivamente in un proprio stato, con proprie leggi, lontano dal pericoloso sentimento antiebraico di questi popoli. Dunque, nasce in Russia il protosionismo: gli ebrei, ormai stanchi di essere massacrati, decidono di cercare altrove una loro patria. Cominciarono una serie di dibattiti nella società ebraica, sulle riviste ebraiche dell'Impero si parlava di Israele, Africa, Argentina, Stati Uniti.
La giudeofobia è un sentimento che cova nell'animo di molti scrittori e letterati russi dell'epoca – tra cui persino Dostoevskij – e si rafforza già dalla fine degli anni sessanta, grazie a un evento importante (che segna la diffusione di questo sentimento tra ampi strati di società), cioè la pubblicazione dei due famigerati lavori di Jacob Brafman: Le confraternite ebraiche, locali e mondiali, in ru. Еврейские братства, местные и всемирные (1868) e soprattutto Il libro del Kahal, in ru. Книга Кагала (1869). Questo libro è considerato il precursore intellettuale dei falsi Protocolli dei Savi di Sion.

## Cos'è il kahal
Nel corso degli anni sessanta, soprattutto grazie a I.S. Aksakov, comincia a farsi strada l'idea che gli ebrei siano uno “status in statu”, in ru. государство в государстве, cioè uno stato nello stato. Cioè gli ebrei in Russia costituivano una nazione indipendente dominata da un governo segreto ebraico, una sorta di “nobiltà” ebraica autoritaria e tirannica che comandava nell'ombra, il kahal. In realtà il termine kahal viene dall'ebraico qa'al, che sta per “comunità”. Il kahal era la struttura comunitaria ebraica, sopravvissuta alle spartizioni della Polonia, disciplinata per legge, e smantellata solo nel 1844 in seguito a una legge dello stato che tese a riformare completamente la vita degli ebrei, abolendo persino usi e costumi tipo il classico abito degli ebrei medievali ancora in uso dagli ebrei dell'Impero nell'Ottocento. Nel libro di Brafman compaiono gli atti, in ru. протоколы, in ebr. pinkot, in yid. pinkas, del kahal di Minsk a partire dalla fine del Settecento. L'autore presenta il kahal come: un'istituzione sopravvissuta alla riforma del 1844 e pronta a dominare la Russia; il governo talmudico aristocratico che detiene in modo dispotico il potere sulla comunità ebraica; la “confraternita” alla guida di tutte le altre “confraternite” ebraiche che controlla il popolo ebraico senza diritti; un'organizzazione ostile ai gentili – cioè ai non ebrei, ai cristiani – della “zona di residenza”. Secondo Brafman il kahal assomiglia alle logge massoniche, oppure alla Rząd Narodowy, il Governo nazionale polacco che nel 1863 guidò la sfortunata insurrezione polacca contro la Russia. Il libro di Brafman si diffonde tra i funzionari statali, i militari, gli intellettuali, che credono in toto all'esistenza del kahal. A partire dagli anni settanta la colpa di ogni evento negativo, disgrazia, guerra, che capitava alla Russia era del kahal e degli ebrei.
In seguito ai pogrom del biennio 1881-1882, circa due milioni di ebrei emigrarono dall'Impero russo, la maggior parte dei quali negli Stati Uniti. La letteratura yiddish del Novecento in America è figlia dei poverissimi emigranti ebrei dall'Europa centrale, dalla Polonia e soprattutto dall'Impero russo.